# Podporucznik
Podporucznik (ppor.) – najniższy stopień oficerski w Wojsku Polskim, z korpusu oficerów młodszych. Niższym stopniem jest starszy chorąży sztabowy, a wyższym porucznik. Polski oficer w stopniu podporucznika na naramiennikach nosi dwie gwiazdki.
Na stopień podporucznika (jako pierwszy stopień oficerski) mianuje Prezydent RP na wniosek Ministra Obrony Narodowej. Uroczyste mianowanie zawodowych oficerów WP odbywa się podczas promocji wieńczących ukończenie uczelni wojskowej.
Stopień podporucznika mogą otrzymać również żołnierze rezerwy ze zdanym egzaminem na oficera, posiadający nadany przydział mobilizacyjny albo którym przewiduje się nadanie takiego przydziału oraz spełniający jeden z poniższych warunków:
- odbyte przeszkolenie wojskowe przed dniem 1 stycznia 2004 oraz ćwiczenia wojskowe o łącznym wymiarze co najmniej pięciu dni,
- odbyty kurs oficerski realizowany w ramach ćwiczeń wojskowych,
- odbyta służba przygotowawcza realizowana na potrzeby kształcenia oficerów oraz ćwiczenia wojskowe o łącznym wymiarze co najmniej piętnastu dni.

W obecnych uregulowaniach prawnych warunkiem mianowania na stopień podporucznika jest posiadanie dyplomu ukończenia studiów wyższych. Obecnie stopień wojskowy podporucznika jest zaszeregowany dla grupy uposażenia nr 11, a stopień etatowy podporucznika posiada najczęściej stanowisko dowódcy plutonu, które jest pierwszym stanowiskiem służbowym przewidzianym dla nowo mianowanego oficera.
Stopień podporucznika występuje również w Straży Granicznej, Służbie Więziennej, Służbie Ochrony Państwa, Agencji Wywiadu, Służbie Wywiadu Wojskowego, Służbie Kontrwywiadu Wojskowego oraz Agencji Bezpieczeństwa Wewnętrznego. Odpowiednikiem tego stopnia w policji jest podkomisarz, w Państwowej Straży Pożarnej młodszy kapitan, a w Służbie Celno-Skarbowej podkomisarz.

## Oznaczenia
Oznaczenie stopnia na czapce garnizonowej i rogatywce składa się z wąskiego galonu umieszczonego na całej długości łuku daszka oraz z dwóch gwiazdek umieszczonych na środku otoku. Na berecie i furażerce oznaka stopnia składa się z jednej belki i dwóch gwiazdek. Natomiast na naramiennikach znajdują się dwie gwiazdki (bez belki). W Wojsku Polskim II Rzeczypospolitej, Polskich Siłach Zbrojnych na Zachodzie oraz w Ludowym Wojsku Polskim do 1952 roku stopień ten był opisywany jedną gwiazdką.
Zgodnie z przepisami ubiorczymi żołnierzy Wojska Polskiego z 1972 roku podporucznik nosił dwie gwiazdki umieszczone na środku taśmy otokowej w linii równoległej do krawędzi taśmy; odległość między ramionami gwiazdek wynosiła 2 mm. Na daszku czapki garnizonowej – jeden galon szerokości 6 mm, naszyty w odległości 6 mm od krawędzi daszka na całej długości jego łuku.
Na beretach i furażerkach – jeden pasek na lewej stronie beretu (furażerki) długości 3 cm szerokości 5 mm, umieszczony pod kątem 45° w stosunku do dolnej krawędzi beretu (furażerki) oraz dwie gwiazdki rozmieszczone w linii prostej nad środkiem paska – prostopadle do jego położenia. Pierwszą gwiazdkę umieszczano w odległości 5 mm od paska do podstawy jej ramion, drugą gwiazdkę – w odległości 5 mm od wierzchołka ramienia pierwszej gwiazdki do kąta wklęsłego ramion drugiej gwiazdki.
Na naramiennikach dwie gwiazdki umieszczone wzdłuż linii prostej biegnącej przez środek naramiennika: pierwsza umieszczona w odległości 3 cm od wszycia rękawa, druga w odległości 5 mm od wierzchołka ramienia pierwszej gwiazdki do kąta wklęsłego między dwoma ramionami drugiej gwiazdki.
W myśl Przepisu Ubioru Polowego Wojsk Polskich r. 1919: na środku naramiennika wzdłuż jedna gwiazdka haftowana oksydowanymi nićmi lub wytłaczana pięciopromienna, o ostrych promieniach.
Na czapce na szwach wierzchu pojedynczy srebrny, oksydowany, płaski, szerokości 5 mm, sznurek. Na górnej krawędzi otoku dokoła, jeden takiż sznurek. Z przodu otoku jedna gwiazdka.
Siły Zbrojne Polskie w byłym zaborze pruskim (tzw. Armia Wielkopolska) nosiły oznaczenia stopni na rękawie i na rozetce (treflu) na czapce (rogatywce).
W Wojsku Polskim Królestwa Kongresowego oznaką stopnia były szlify gładkie bez frędzli z 2 paskami, a od 1827 roku 2 gwiazdki. Na srebrnych epoletach gwiazdki złote, a na złotych gwiazdki srebrne.
W Armii Księstwa Warszawskiego oznaką stopnia były epolet z frędzlami na lewym ramieniu, a na prawym ramieniu kontrepolet (naramiennik bez frędzli). Na taśmie 2 pręciki skrzyżowane. Naramienniki jazdy posiadały taśmy w karpią łuskę.
W Wojsku polskim w okresie Sejmu Wielkiego i w wojsku Kościuszki oznaką stopnia były 2 gwiazdki.